# Новиков, Андрей Порфирьевич
Андре́й Порфи́рьевич Но́виков (17 (30) октября 1909, Барнаул — 6 ноября 1979, Свердловск) — советский композитор, хоровой дирижёр и педагог. Народный артист РСФСР (1968).

## Биография
Родился в семье служащего торговой организации Порфирия Николаевича Новикова, мама, Ксения Гурьевна, происходила из очень бедной крестьянской семьи. В семье особенно любили русскую народную песню.
Брал музыкальные уроки у местного театрального скрипача Свинкина, учился теории музыки у композитора К. Н. Нечаева, уважение к которому сохранил на всю жизнь.
В 1927 году переехал в Томск и поступил в музыкальный техникум, учился по классу скрипки у Я. С. Медлина и классу композиции у А. А. Коломийцева и В. Н. Голикова, а также Е. Н. Корчинского. На выпускном экзамене исполнил «Скрипичный концерт» Ф. Мендельсона и сонату Э. Грига для скрипки и фортепиано, а также представил обработки известных сибирских народных песен и оркестровую сюиту на хакасские народные темы.
По окончании техникума в 1931 году получил направление в Ленинградскую консерваторию, обучался композиции у известных педагогов П. Б. Рязанова и М. А. Юдина. Окончить консерваторию не смог по семейным обстоятельствам — в связи с болезнью родителей в 1935 году был вынужден вернуться в Новосибирск.
Работал в Новосибирском радиокомитете музыкальным редактором. Начал сочинять для симфонического оркестра Радиокомитета (в котором играл на скрипке), выступавшего на различных сценических площадках, в том числе в Доме культуры имени Октябрьской революции. Сотрудничал в качестве музыкального оформителя и композитора на Новосибирской киностудии документального кино, с его участием вышли фильмы «В горах Алтая», «Горная Шория», «Родная Хакасия».
В ноябре 1939 года стал художественным руководителем вновь созданного Ансамбля песни и пляски СибВО. Активно участвовал в формировании коллектива вместе с начальником ансамбля политруком В. М. Пухначёвым (впоследствии известным поэтом-песенником).
В годы Великой Отечественной войны ансамбль СибВО выступал перед воинскими частями, давал концерты в прифронтовой зоне, выезжал на Карельский и Северо-Западный фронты. В это время были созданы «Песня сибирских полков», «Сибирская строевая», «Россия», «Встречай, дорогая» (вошла в документальный фильм «Сибиряки-гвардейцы»), кантата-симфония «Мщение» (на стихи В. Пухначёва), симфоническая повесть «Сибирь атаманская» (о борьбе за установление советской власти в Сибири). Принят в члены Союза композиторов СССР (1941).
В послевоенные годы написал сюиты «Шумят хлеба» (1947), «В просторах Сибири» (1954), «По Чуйскому тракту» (1957), «Осенняя Кулунда» (1964).
В середине 1960-х годов возглавил Ансамбль песни и пляски СГВ.
В 1968 году вышел в отставку и возвратился в Новосибирск, где стал руководителем Сибирского русского народного хора.
В 1944—1965 и 1976—1979 годах — председатель правления Сибирской организации СК РСФСР.
Архив композитора находится в Государственном архиве Новосибирской области.

## Факты
На квартире А. П. Новикова 11 февраля 1944 года скоропостижно скончался известный советский музыкальный и театральный критик И. И. Соллертинский.

## Сочинения
- опера Бесприданница (по A. Островскому, Москва, 1945);
- для солистов, хора и симф. орк. — кантата Мщение (сл. В. Пухначева, 1943);
- для симф. орк. — Сибирь Советская (1942),
- сюиты

Советская Хакасия (1947),
Пионерская (1952, 2-я ред. 1954),
По Чуйскому тракту (1959),
Пять танцев народов Сибири (1955),
Праздничная увертюра (1959);
- для голоса, чтеца и кам. орк. — сюита Сибирская леснянка (дет., сл. Е. Острикова, 1972);
- для солистов, чтеца, хора и орк. нар. инстр. — сюита Сибирь (сл. B. Пухначева, 1941),
- кантата-песня Озарённая ленинским светом (сл. В. Пухначева, 1970),
- кантата Сказ о Сибсельмаше (сл. В. Пухначева, 1973),
- кантата-песня Золото хлеба (сл. В. Пухначева, 1974);
- для орк. нар. инстр. — сюиты

Горная Шория (фантазия на сибирскую нар. песню «Подгорная», 1950; 2-я ред. 1955),
Шумят хлеба (1953),
Осенняя Кулунда (концерт-фантазия на тему сибирской нар. песни «Ваталинка», 1959);
- для гобоя и орк. нар. инстр. — сюита Моей Родине (1968);
- Струн. трио (1948); для скр. и ф-п. — Соната (1937);
- для влч. и ф-п. — десять пьес Горноалтайские зарисовки (1968);
- для органа — сюита Сибирские страницы (1970);
- для голоса, влч. и ф-п. — романсы на сл. В. Богаткова (1974);
- для голоса и ф-п. — романсы на сл. А. Кольцова (1953);
- песни; музыка к фильмам, в том числе «В горах Алтая», «Живая вода», «Бурят-Монголия», «Енисей», «По Чуйскому тракту», «Байкал», «Свердловск», «Стелющиеся сады», «В верховьях Иртыша»; обр. нар. песен.

## Награды и звания
- орден Трудового Красного Знамени.
- народный артист РСФСР (1968)
- медали
- заслуженный деятель искусств РСФСР (1955).
- Государственная премия РСФСР имени М. И. Глинки (1975) — за концертные программы (1972—1974)

## Память

Постановлением Совета Министров РСФСР от 15 декабря 1981 года детской музыкальной школе № 7 города Новосибирска было присвоено имя А. П. Новикова.
11 декабря 1982 года на доме, где жил А. П. Новиков (Красный проспект № 56), открыта мемориальная доска.

Могила Новикова на Заельцовском кладбище Новосибирска